# Castro Gonzaga
Francisco de Paula Gonzaga, conhecido como Castro Gonzaga (Cravinhos, 28 de fevereiro de 1918 – Petrópolis, 2 de outubro de 2007), foi um ator e dublador brasileiro. Ao longo de sete décadas de carreira, participou de trabalhos na rádio, teatro, TV, cinema e dublagem. Pai do também ator Reinaldo Gonzaga

## Biografia
Castro Gonzaga iniciou a carreira no início dos anos 40, como radioator. Ao longo dos anos, trabalhou na Rádio Cultura, Rádio Bandeirantes, Rádio Record e Rádio Nacional, onde atuou em diversos programas, entre eles, a radionovela Jerônimo, o Herói do Sertão, e o humorístico Balança Mas Não Cai, ao lado de Zezé Macedo, Brandão Filho e Paulo Gracindo.
Estreou nos cinemas em 1955, participando de Rio, 40 Graus e O Primo do Cangaceiro. Em 1972, atuou ao lado de Pelé no filme A Marcha. Participou também de dois filmes ao lado dos Trapalhões: Os Trapalhões na Serra Pelada e Os Heróis Trapalhões.
Foi para a televisão em 1956, atuando em diversos programas e teleteatros da TV Rio. A partir daí, também esteve na TV Tupi e na TV Excelsior onde atuou em diversas telenovelas. Em 1971 foi para a Rede Globo e atuou em Meu Pedacinho de Chão como o coronel Epaminondas Napoleão, papel que reprisaria 12 anos depois em Voltei pra Você. Interpretou Zico Rosado, fazendeiro que soltava formigas pelo nariz, em Saramandaia, o Coronel Amâncio Leal em Gabriela, Capitão Gervásio Lemos em Sinhazinha Flô, Perácio Lemos em À Sombra dos Laranjais, Olegário em Gina, tio Arquimedes em Quem é Você, e o obstetra dr. Juvenal Moretti em Por Amor. Atuou também em diversos programas da emissora, como Sítio do Picapau Amarelo, Caso Verdade, Você Decide e Brava Gente.
Castro Gonzaga também fez diversas trabalhos como dublador, sobretudo para a Disney. Entre seus personagens, estão Sr. Darling em As Aventuras de Peter Pan, Coronel Hathi, e Buzzie em Mogli - O Menino Lobo, Stromboli em Pinóquio, Tony em A Dama e o Vagabundo, uma das vozes do Popeye nas dublagens da CineCastro do personagem, Toro em Toro e Pancho, a Cobrinha Azul, entre outros.
Seu último trabalho na televisão foi na telenovela O Profeta, de 2006.

### Morte
O ator morreu em 2007, aos 89 anos, por falência de múltiplos órgãos.

## Filmografia

### Televisão
| 2006 | O Profeta                | Dr. Klaus                                   |
| 2006 | Cobras & Lagartos        | Padre Gerson (participação especial)        |
| 2005 | Bang Bang                | Sigmund Freud                               |
| 2005 | Alma Gêmea               | Professor Marcelino Alves                   |
| 2004 | Da Cor do Pecado         | Padre                                       |
| 2003 | Kubanacan                | Dr. Contreras                               |
| 2003 | Chocolate com Pimenta    | Pai de Dinorá                               |
| 2001 | A Padroeira              | Bispo Júlio Baptista                        |
| 2001 | Brava Gente              | Ladislau (ep: A Quenga e o Delegado)        |
| 2000 | O Cravo e a Rosa         | Dr. Oswaldir                                |
| 1999 | Você Decide              | (ep: Robin Hood Aposentado)                 |
| 1998 | Labirinto                | Porteiro Mariano                            |
| 1997 | Por Amor                 | Dr. Juvenal Moretti                         |
| 1997 | Você Decide              | José (ep: Meu Pai)                          |
| 1996 | Malhação                 | Papai Noel                                  |
| 1996 | Quem É Você?             | Arquimedes Maldonado                        |
| 1995 | A Próxima Vítima         | Pedro Roncalho                              |
| 1995 | Você Decide              | (ep: "Paixão Bandida")                      |
| 1993 | Você Decide              | Agenor Dumont (ep: Faça a Coisa Certa)      |
| 1992 | Anos Rebeldes            | Teobaldo Damasceno                          |
| 1992 | Despedida de Solteiro    | Juiz Homero Cardoso (participação especial) |
| 1992 | Tereza Batista           | Dr. Amarildo                                |
| 1991 | Meu Bem, Meu Mal         | Delegado Cardoso                            |
| 1991 | Felicidade               | Padre Bento (participação especial)         |
| 1991 | Os Trapalhões            | (quadro: Trapa Hotel)                       |
| 1990 | Pantanal                 | Palma Cavalão                               |
| 1990 | Rainha da Sucata         | Jornalista (participação)                   |
| 1989 | O Sexo dos Anjos         | Neco                                        |
| 1989 | Top Model                | Médico de Arthur                            |
| 1989 | República                | Deodoro da Fonseca                          |
| 1989 | Pacto de Sangue          | Padre Viriato                               |
| 1988 | Chapadão do Bugre        | José                                        |
| 1987 | Mandala                  | Gilberto                                    |
| 1986 | Mania de Querer          | Rogério Guimarães                           |
| 1986 | Memórias de um Gigolô    | Seu Felipe                                  |
| 1986 | Dona Beija               | Coronel Botelho                             |
| 1985 | Grande Sertão: Veredas   | Marcelino Pampa                             |
| 1983 | Voltei pra Você          | Coronel Epaminondas Napoleão                |
| 1982 | Paraíso                  | Pedro                                       |
| 1982 | O Homem Proibido         | Antônio Villani                             |
| 1982 | Caso Verdade             | Pedro Lomagno (ep: Um Engano Mortal)        |
| 1982 | Caso Verdade             | (ep: Um Peixe Fora D'água)                  |
| 1982 | Caso Verdade             | (ep: Irmã Dulce)                            |
| 1981 | Ciranda de Pedra         | Cícero Cassini                              |
| 1980 | Marina                   | João                                        |
| 1979 | Super Bronco             | Chefe de Bronco                             |
| 1979 | Os Gigantes              | Amadeu Rossi                                |
| 1979 | Memórias de Amor         | Professor Venâncio Gomes                    |
| 1978 | Gina                     | Olegário                                    |
| 1978 | Sítio do Picapau Amarelo | Copérnico (ep: O Outro Lado da Lua)         |
| 1978 | Sítio do Picapau Amarelo | (ep: Os Piratas do Capitão Gancho)          |
| 1977 | Sinhazinha Flô           | Capitão Gervásio Campelo                    |
| 1977 | À Sombra dos Laranjais   | Perácio Lemos                               |
| 1976 | Saramandaia              | Eurico Rosado (Zico Rosado)                 |
| 1975 | O Grito                  | Sebastião                                   |
| 1975 | Gabriela                 | Coronel Amâncio Leal                        |
| 1974 | Corrida do Ouro          | Onofre Rodrigues                            |
| 1973 | O Semideus               | Azevedo                                     |
| 1972 | A Revolta dos Anjos      | João Silvério                               |
| 1972 | A Selvagem               | Dom Rafael Brás                             |
| 1972 | Bel-Ami                  | Lorival                                     |
| 1971 | Meu Pedacinho de Chão    | Coronel Epaminondas Napoleão                |
| 1970 | Toninho on the Rocks     | Pedro de Alcântara                          |
| 1970 | Simplesmente Maria       | Juiz (participação)                         |
| 1970 | Mais Forte que o Ódio    | Marco                                       |
| 1968 | Os Diabólicos            |                                             |
| 1967 | O Tempo e o Vento        | Ricardo Amaral                              |
| 1966 | Ninguém Crê em Mim       | Sandoval                                    |
| 1965 | Ontem, Hoje e Sempre     | Felício                                     |
| 1964 | O Pintor e a Florista    | Emanoel                                     |
| 1960 | Há Sempre o Amanhã       |                                             |
| 1958 | O Marido da Deputada     | Astrogildo Gurgel                           |
| 1956 | E o Vento Levou          |                                             |

### Cinema
| Ano  | Título                                       |
| ---- | -------------------------------------------- |
| 1955 | Rio, 40 Graus                                |
| 1955 | O Primo do Cangaceiro                        |
| 1966 | Essa Gatinha é Minha                         |
| 1967 | Mineirinho Vivo ou Morto                     |
| 1972 | A Marcha                                     |
| 1974 | O Poderoso Machão                            |
| 1974 | Mulher                                       |
| 1980 | Histórias Eróticas (segmento: "O Arremate")  |
| 1982 | O Inferno Começa Aqui                        |
| 1982 | Os Trapalhões na Serra Pelada                |
| 1988 | Os Heróis Trapalhões - Uma Aventura na Selva |
| 1996 | Os Sete Sacramentos de Canudos               |
| 2000 | O Barato é ser Careta                        |

## Dublagens
- Popeye (uma das vozes) em Popeye (CineCastro)
- Toro em Toro e Pancho
- Cobrinha Azul (primeira voz) em Cobrinha Azul
- Sr. Darling em Peter Pan (1953) (Longa-Metragem)
- Coronel Hathi em Mogli - O Menino Lobo (Longa-Metragem)
- Stromboli em Pinóquio (Longa-Metragem - Segunda Dublagem)
- Queixinho em Os Apuros de Penélope Charmosa (Primeira Dublagem)
- Ben Grinn / A Coisa (primeira voz) em Os Quatro Fantásticos
- Alien Knuckle (Poderosos do Espaço) em O Regresso de Ultraman
- Hoot Kloot em Xerife Hoot Kloot
- Dr. Van Der Mal (Dean Jagger) - Uma Cruz à Beira do Abismo
- Coronel Haki (Kurt Katch) - A Máscara de Dimitrios
- Black MacDonald (Charles Bickford) - Belinda
- Jonathan Brewster (Raymond Massey) - Este Mundo É Um Hospício